# Thymelaea
Thymelaea Mill., 1754 è un genere di piante appartenente alla famiglia Thymelaeaceae.

## Tassonomia
Il genere comprende le seguenti specie:
- Thymelaea antiatlantica Maire
- Thymelaea argentata (Lam.) Pau
- Thymelaea aucheri Meisn.
- Thymelaea broteriana Cout.
- Thymelaea bulgarica Cheshm.
- Thymelaea calycina (Lapeyr.) Meisn.
- Thymelaea cilicica Meisn.
- Thymelaea × conradiae Aboucaya & Médail
- Thymelaea coridifolia (Lam.) Endl.
- Thymelaea dioica (Gouan) All.
- Thymelaea elliptica (Boiss.) Endl.
- Thymelaea gattefossei H.K.Tan
- Thymelaea granatensis (Pau) Lacaita
- Thymelaea gussonei Boreau
- Thymelaea hirsuta (L.) Endl.
- Thymelaea lanuginosa (Lam.) Ceballos & C.Vicioso
- Thymelaea lythroides Barratte & Murb.
- Thymelaea mesopotamica (C.Jeffrey) B.Peterson
- Thymelaea microphylla Coss. & Durieu
- Thymelaea passerina (L.) Coss. & Germ.
- Thymelaea procumbens A.Fern. & R.Fern.
- Thymelaea pubescens (L.) Meisn.
- Thymelaea putorioides Emb. & Maire
- Thymelaea ruizii Loscos ex Casav.
- Thymelaea salsa Murb.
- Thymelaea sanamunda All.
- Thymelaea sempervirens Murb.
- Thymelaea subrepens Lange
- Thymelaea tarton-raira (L.) All.
- Thymelaea tinctoria (Pourr.) Endl.
- Thymelaea velutina (Pourr. ex Cambess.) Endl.
- Thymelaea villosa (L.) Endl.
- Thymelaea virescens Meisn.
- Thymelaea virgata (Desf.) Endl.